# Ruta Nacional 19 (Colombia)
La Ruta Nacional 19 es una ruta colombiana de tipo troncal que inicia en la ciudad de Cali , departamento del Valle del Cauca y finaliza en el sitio de Loboguerrero (municipio de Dagua), departamento del Valle del Cauca donde cruza con el tramo 4001 de la Ruta Nacional 40. Una ruta que permite un fácil acceso entre Cali y la región sur de Colombia con el puerto de Buenaventura. 

## Antecedentes
La ruta fue establecida en la Resolución 3700 de 1995 y ratificada por la resolución Resolución 339 de 1999.

## Descripción de la ruta
La ruta posee una longitud total de 51,95 km. aproximadamente dividida de la siguiente manera:

### Ruta actual[1]
| Código | Tipo  | Recorrido                           | Clasificación SINC | PR Inicial | PR Final | Longitud km. |
| ------ | ----- | ----------------------------------- | ------------------ | ---------- | -------- | ------------ |
| 1901   | Tramo | Cali - Cruce Ruta 40 (Loboguerrero) | Acceso a Cali      | 8+0900     | 60+0850  | 51,95        |

- Total kilómetros a cargo de INVIAS: 51,95 km.
- Total Kilómetros en concesión por la ANI: 0 km.
- Total Kilómetros en concesión departamental: 0 km.
- Total tramos (incluido tramos alternos): 1
- Total pasos o variantes: 0
- Total ramales: 0
- Total subramales: 0
- Porcentaje de vía en Doble Calzada: 0%
- Porcentaje de Vía sin pavimentar: 0%

## Municipios
Las ciudades y municipios por los que recorre la ruta son los siguientes (fondo azul: recorrido actual; Fondo gris: recorrido anterior o propuesto; texto en negrita: recorre por el casco urbano; texto azul: Ríos):
| Tramo | Municipio | Recorrido | Departamento    |
| ----- | --------- | --- | --------------- |
| 1901  | Cali      | Cali; El Saladito; El 18. | Valle del Cauca |
| 1901  | Dagua     | Cruce 3201 (Acceso 3201 a Borrero Ayerbe y Buenaventura); Cruce Ramal (Acceso 19VL02 a Bitarco); Pueblo Nuevo; El Palmar (Acceso 32VL03 a Borrero Ayerbe); Cruce 19VL02-2 (Acceso 19VL02-2 a Pavas); Cruce 32VL01 (Acceso 32VL01 a Borrero Ayerbe); Dagua (Ramal 19VL01 ); Río Bitaco; Loboguerrero (Cruce 4001 ). | Valle del Cauca |

## Concesiones y proyectos
Actualmente la ruta no posee kilómetros entregados en Concesión para su construcción, mejoramiento y operación.